# Seleção Angolana de Andebol Masculino
A Seleção Angolana de Andebol Masculino é a equipa nacional de andebol de Angola.
Participa de torneios internacionais representando seu país e é dirigida pela Federação Angolana de Andebol.